# Niyaz
Niyāz – irańsko-amerykański zespół muzyczny, założony w 2005 roku, w Los Angeles, przez producenta muzycznego i DJ-a – Carmena Rizzo, śpiewaczkę i santurzystkę, byłą członkinię zespołu Vas, Azam Ali oraz Logę Ramina Torkiana, grającego uprzednio w irańskim crossoverowym Axiom of Choice. Nazwa grupy w języku perskim znaczy „pragnienie“, „tęsknota” lub „potrzeba“.
Twórczość Niyaz jest przede wszystkim połączeniem sufickiego mistycyzmu oraz transowej elektroniki. Tworzy nowoczesne aranżacje perskich, tureckich oraz indyjskich pieśni ludowych oraz poezji, w tym wierszy sufickiego mistyka – Rumiego.